# جعفرآباد (اردستان)
جعفرآباد (اردستان)، روستایی از توابع بخش مهاباد شهرستان اردستان در استان اصفهان ایران است.

## جمعیت
این روستا در دهستان گرمسیر قرار دارد و براساس سرشماری مرکز آمار ایران در سال ۱۳۸۵، جمعیت آن ۱۸۳ نفر (۴۵خانوار) بوده‌است.
و براساس سرشماری سال1395 ،جمعیت این روستا۱۵۷ نفر می باشدکه از این تعداد۸۴نفر مرد و۷۳نفر زن در قالب۵۳ خانوار قرارگرفته اند.